# Stazione di Pioppaino
La stazione di Pioppaino è una stazione della ferrovia Circumvesuviana, sita presso l'omonima frazione del comune di Castellammare di Stabia.
Si trova sulla ferrovia Torre Annunziata-Sorrento.

## Storia
Inaugurata contestualmente alla linea ferroviaria nel 1932, la stazione aveva inizialmente un traffico passeggeri scarso, data la distanza da centri abitati. 
Con il passare degli anni e la crescente urbanizzazione che ha condotto alla costruzione di grandi complessi condominiali, il traffico passeggeri è vertiginosamente aumentato.
Pioppaino è una delle cinque stazioni che servono la città di Castellammare di Stabia.

## Dati ferroviari
La stazione è dotata di un fabbricato viaggiatori che si articola su due livelli. Al piano superiore vi sono la biglietteria e una piccola sala d’attesa, al piano inferiore i servizi igienici e la via d'accesso alla banchina del primo binario. 
Alla stazione si accedeva, fino al 2011, tramite un cavalcavia che sormontava il raccordo stradale tra i caselli autostradali di Castellammare di Stabia e Sorrento. A causa di un incidente, tuttavia, il cavalcavia è stato abbattuto ed attualmente l'accesso alla stazione è garantito da un’entrata secondaria posta su un secondo cavalcavia.
I binari sono due e passanti, entrambi serviti da banchine e collegati da un sovrappassaggio. Le destinazioni raggiungibili sono Napoli e Sorrento.

## Progetti futuri
La stazione di Pioppaino sarà oggetto di imponenti lavori di riqualificazione e ammodernamento che prevedono anche un totale rifacimento del fabbricato viaggiatori.

## Servizi
La stazione dispone di:
- Biglietteria
- Sovrappassaggio
- Servizi igienici